# Jean Kindermans
Jean Kindermans (10 augustus 1964) is een gewezen Belgische voetballer. Hij is verantwoordelijk voor de jeugdopleidingen bij Royal Antwerp Fc.

## Carrière
Kindermans doorliep de jeugd van RSC Anderlecht en werd midden jaren 80 in de A-kern opgenomen. Het was trainer Paul Van Himst die hem een kans gaf in het eerste elftal. Kindermans kon zo meetrainen met kleppers als Enzo Scifo, Juan Lozano en Frank Vercauteren. Speelkansen kreeg hij bij Anderlecht echter niet en dus vertrok de middenvelder in 1986 naar tweedeklasser Lierse SK.
Kindermans was technisch sterk en kon bij Lierse wel op een vaste plaats rekenen, want trainer Johan Boskamp gaf in die periode verscheidene jongeren een kans bij de Pallieters. In 1988 keerde Lierse terug naar Eerste Klasse. Zo maakte Kindermans zijn debuut op het hoogste niveau. Lang duurde het avontuur in Eerste Klasse echter niet, want op het einde van het seizoen vertrok Kindermans naar tweedeklasser Racing Jet Waver.
Bij Racing Jet zakte Kindermans steeds verder af. In 1992 belandde de club in Derde Klasse en nog een jaar later zelfs in Vierde Klasse. Na één seizoen kon Racing Jet weer promoveren.
In 1995 verkaste de gewezen jeugdspeler van Anderlecht naar tweedeklasser Cappellen FC, waar hij de leider op het veld werd. De toen 31-jarige middenvelder bleef echter maar één seizoen en vertrok nadien naar derdeklasser KFC Strombeek, waar hij nog tot 1999 voetbalde.
Na zijn spelersloopbaan werd Kindermans jeugdtrainer bij Anderlecht, waar hij ook directeur jeugdopleidingen is. Vanaf 1 juli 2024 gaat Kindermans aan de slag bij Antwerp.

## Privéleven
Hij is de vader van voormalig voetballer Jonathan Kindermans.

## Statistieken
| Seizoen         | Club             | Land            | Competitie      | Competitie | Competitie |
| Seizoen         | Club             | Land            | Competitie      | Wed.       | Dlp.       |
| --------------- | ---------------- | --------------- | --------------- | ---------- | ---------- |
| 1983/84         | RSC Anderlecht   | Vlag van België | Eerste Klasse   | 0          | 0          |
| 1984/85         | RSC Anderlecht   | Vlag van België | Eerste Klasse   | 0          | 0          |
| 1985/86         | RSC Anderlecht   | Vlag van België | Eerste Klasse   | 0          | 0          |
| 1986/87         | Lierse SK        | Vlag van België | Tweede Klasse   | 30         | 4          |
| 1987/88         | Lierse SK        | Vlag van België | Tweede Klasse   | 30         | 2          |
| 1988/89         | Lierse SK        | Vlag van België | Eerste Klasse   | 18         | 2          |
| 1989/90         | Racing Jet Waver | Vlag van België | Tweede Klasse   | 2          | 1          |
| 1990/91         | Racing Jet Waver | Vlag van België | Tweede Klasse   | 16         | 1          |
| 1991/92         | Racing Jet Waver | Vlag van België | Tweede Klasse   | 27         | 3          |
| 1992/93         | Racing Jet Waver | Vlag van België | Derde Klasse A  | 29         | 4          |
| 1993/94         | Racing Jet Waver | Vlag van België | Vierde Klasse B | 29         | 13         |
| 1994/95         | Racing Jet Waver | Vlag van België | Derde Klasse B  | 26         | 4          |
| 1995/96         | Cappellen FC     | Vlag van België | Tweede Klasse   | 25         | 5          |
| 1996/97         | KFC Strombeek    | Vlag van België | Derde Klasse A  | 26         | 5          |
| 1997/98         | KFC Strombeek    | Vlag van België | Derde Klasse A  | 9          | 2          |
| 1998/99         | KFC Strombeek    | Vlag van België | Derde Klasse A  | 16         | 1          |
| Carrière totaal | Carrière totaal  | Carrière totaal | Carrière totaal | 283        | 47         |